# Ентоні Робінсон
Ентоні Робінсон (англ. Antonee Robinson, нар. 8 серпня 1997, Мілтон-Кінз) — американський футболіст, захисник англійського клубу «Фулгем».
Виступав, зокрема, за клуби «Евертон» та «Віган Атлетік», а також національну збірну США.

## Клубна кар'єра
Народився 8 серпня 1997 року в місті Мілтон-Кінз. Вихованець футбольної школи клубу «Евертон». Дорослу футбольну кар'єру розпочав 2015 року в основній команді того ж клубу. 
Протягом 2017—2018 років захищав кольори клубу «Болтон Вондерерз».
Своєю грою за останню команду привернув увагу представників тренерського штабу клубу «Віган Атлетік», до складу якого приєднався 2018 року. Відіграв за клуб з Вігана наступні два сезони своєї ігрової кар'єри. Більшість часу, проведеного у складі «Віган Атлетік», був основним гравцем захисту команди.
До складу клубу «Фулгем» приєднався 2020 року. Станом на 31 березня 2022 року відіграв за лондонський клуб 64 матчі в національному чемпіонаті.

## Виступи за збірні
У 2014 році дебютував у складі юнацької збірної США (U-18), загалом на юнацькому рівні взяв участь у 1 грі.
У 2018 році дебютував в офіційних матчах у складі національної збірної США.
У складі збірної — учасник чемпіонату світу 2022 року у Катарі.
| Дата       | Місто                      | Господарі         | Результат | Гості      | Турнір                                   | Голи | Примітки |
| ---------- | -------------------------- | ----------------- | --------- | ---------- | ---------------------------------------- | ---- | -------- |
| 28-5-2018  | Честер (Пенсільванія)      | США               | 3 – 0     | Болівія    | товариський матч                         | -    |          |
| 9-6-2018   | Ліон                       | Франція           | 1 – 1     | США        | товариський матч                         | -    | 82'      |
| 8-9-2018   | Іст-Ратерфорд              | США               | 0 – 2     | Бразилія   | товариський матч                         | -    |          |
| 12-9-2018  | Нашвілл                    | США               | 1 – 0     | Мексика    | товариський матч                         | -    | 56'      |
| 12-10-2018 | Тампа                      | США               | 2 – 4     | Колумбія   | товариський матч                         | -    | 35' 76'  |
| 17-10-2018 | Іст-Гартфорд (Коннектикут) | США               | 1 – 1     | Перу       | товариський матч                         | -    | 90+2'    |
| 6-6-2019   | Вашингтон                  | США               | 0 – 1     | Ямайка     | товариський матч                         | -    | 80'      |
| 12-11-2020 | Кардіфф                    | Уельс             | 0 – 0     | США        | товариський матч                         | -    |          |
| 25-3-2021  | Вінер-Нойштадт             | США               | 4 – 1     | Ямайка     | товариський матч                         | -    | 67'      |
| 28-3-2021  | Белфаст                    | Північна Ірландія | 1 – 2     | США        | товариський матч                         | -    |          |
| 4-6-2021   | Денвер                     | США               | 1 – 0     | Гондурас   | Ліга націй КОНКАКАФ 2019-2020 - півфінал | -    | 77'      |
| 9-6-2021   | Санді                      | США               | 4 – 0     | Коста-Рика | товариський матч                         | -    | 82'      |
| 2-9-2021   | Сан-Сальвадор              | Сальвадор         | 0 – 0     | США        | Відбір до ЧС 2022                        | -    | 64'      |
| 5-9-2021   | Нашвілл                    | США               | 1 – 1     | Канада     | Відбір до ЧС 2022                        | -    |          |
| 8-9-2021   | Сан-Педро-Сула             | Гондурас          | 1 – 4     | США        | Відбір до ЧС 2022                        | 1    | 46'      |
| 7-10-2021  | Остін (Техас)              | США               | 2 – 0     | Ямайка     | Відбір до ЧС 2022                        | -    |          |
| 13-10-2021 | Колумбус (Огайо)           | США               | 2 – 1     | Коста-Рика | Відбір до ЧС 2022                        | -    |          |
| 12-11-2021 | Цинциннаті                 | США               | 2 – 0     | Мексика    | Відбір до ЧС 2022                        | -    |          |
| 16-11-2021 | Кінгстон (Ямайка)          | Ямайка            | 1 – 1     | США        | Відбір до ЧС 2022                        | -    |          |
| 27-1-2022  | Колумбус (Огайо)           | США               | 1 – 0     | Сальвадор  | Відбір до ЧС 2022                        | 1    |          |
| 30-1-2022  | Гамільтон (Онтаріо)        | Канада            | 2 – 0     | США        | Відбір до ЧС 2022                        | -    |          |
| 2-2-2022   | Сент-Пол (Міннесота)       | США               | 3 – 0     | Гондурас   | Відбір до ЧС 2022                        | -    |          |
| 24-3-2022  | Мехіко                     | Мексика           | 0 – 0     | США        | Відбір до ЧС 2022                        | -    |          |
| 27-3-2022  | Орландо                    | США               | 5 – 1     | Панама     | Відбір до ЧС 2022                        | -    |          |
| 30-3-2022  | Сан-Хосе                   | Коста-Рика        | 2 – 0     | США        | Відбір до ЧС 2022                        | -    |          |
| 2-6-2022   | Цинциннаті                 | США               | 3 – 0     | Марокко    | товариський матч                         | -    | 46'      |
| 5-6-2022   | Канзас-Сіті                | США               | 0 – 0     | Уругвай    | товариський матч                         | -    | 62'      |
| 11-6-2022  | Остін (Техас)              | США               | 5 – 0     | Гренада    | Ліга націй КОНКАКАФ 2022-2023 - 1-й етап | -    | 60'      |
| 14-6-2022  | Сан-Сальвадор              | Сальвадор         | 1 – 1     | США        | Ліга націй КОНКАКАФ 2022-2023 - 1-й етап | -    |          |
| Усього     |                            | Матчів            | 29        |            | Голів                                    | 2    |          |

## Титули і досягнення
- Переможець Ліги націй КОНКАКАФ: 2021, 2023